# Bate-Seba
Bate-seba, Betsabé (português brasileiro) ou Batseba, Betseba (português europeu) (em hebraico: בַּת־שֶׁבַע; romaniz.: Baṯ-šeḇaʿ, Batsheva ou Batseba; lit. "Filha de Sabá" ou "Filha do Juramento") foi, de acordo com a narrativa bíblica, rainha consorte de Israel como uma das esposas do rei Davi. Era filha de Eliã ou Amiel, e esposa de Urias, o guerreiro hitita a serviço do rei hebreu. Seu nome significa literalmente «filha do Juramento», porém pode ser também traduzido como «filha do pacto (Aliança, promessa)».
Enquanto os soldados lutavam contra os amonitas, Davi ficou impressionado com a beleza de Bate-seba ao vê-la realizar o seu banho de purificação. Mandou chamá-la, e deitou-se com ela, embora fosse uma transgressão perante a lei mosaica e um pecado segundo os olhos do Deus de Israel.
Para tentar encobrir sua transgressão, Davi chegou a cometer outro pecado, expondo Urias à morte em uma batalha, reduzindo suas chances de sobreviver (II Samuel 11:). Bate-seba estava grávida de Davi e, após a morte de seu marido Urias, ela tornou-se uma de suas esposas.
Devido ao fato, Davi foi repreendido por Deus através do profeta Natã, reconheceu seu pecado (II Samuel 12:13), e pediu perdão a Deus (almo 51). No entanto, o menino que nasceu dessa gravidez aduúltera orreu por juízo divino (II Samuel 12:15-18), o que deixou Davi profundamente abatido, porém em grande estado de adoração ao Deus Eterno, pela sua justiça.
No entanto, Davi teve com Bate-seba mais quatro filhos, incluindo Salomão, que sucedeu ao trono de Israel (I Crônicas 3:5) e cumpriu a promessa de construir um templo para Deus.
Quando Davi tinha 70 anos, seu filho mais velho, Adonias, reivindicou para si a sucessão ao trono de Israel, mas Bate-seba e o profeta Natã preveniram a Davi de instalar Salomão como rei de Israel (I Reis 1:5-40).
No hebraico, o seu nome significa "filha do juramento", ou então "sétima filha".
Nos escritos rabínicos Bate-seba é descrita como uma mulher dotada de mente brilhante e beleza incomum. 